# Бриан Уа Нейлл
Бриан Уа Нейлл (ирл. — Brian Ua Neill) (? — 14 мая 1260) — король Тир Эогайн (Тирона; 1238—1260), верховный король Ирландии (1258—1260). Борец за свободу Ирландии, предводитель восстания за свободу Ирландии против англо-нормандских завоевателей. Последний верховный король Ирландии из рода ирландских королевских династий. Сын Ниала Руада (ирл. — Niall Ruadh), внук Муйрхеартаха Муига (ирл. — Muircheartach Muigh), скончавшегося в 1160 году. Потомок Ниалла Калле и его сына Аэда Финдлиата, который был женат на Маэл Муйр (ирл. — Máel Muire) — дочери короля Шотландии Кеннета мак Альпина. Погиб в битве Друим Деарг (ирл. — Druim Dearg) в 1260 году.

## Биография

### Восстание в Ирландии
В середине XIII века королевство Англия, где в то время правили нормандские феодалы, попыталось расширить свои владения в Ирландии — колонию Пейл и осуществило попытку захватить всю территорию Ирландии. К тому времени земли Ирландии, не принадлежавшие английской короне, состояли из многочисленных мелких королевств, которые делились на земли кланов. Ирландские королевства и кланы постоянно враждовали между собой и одновременно вели войну против англо-нормандских захватчиков. В 1257 году восстание охватило всю Ирландию. Тадг О’Бриен (ирл. — Tadhg O’Brien) — сын короля Томонда (ирл. — Thomond) собрал армию повстанцев и начал против англичан войну. В 1242 году умер Хью де Лейси (ирл. — Hugh de Lacy) и власть графов Ольстера ослабла. В 1255 году Бриан Уа Нейлл (который до того был королём маленького королевства Тир Эогайн) воспользовался ситуацией и выступил в поход на английские владения перейдя реку Банн (ирл. — Bann) в Ольстере. В это же время король Коннахта Аэд О’Коннор (ирл. — Aodh O’Connor) (1256—1274) расширил свою территорию, завоевав королевство Брейфне (ирл. — Breifne), которым должен обладать Бриан Уа Нейлл.

### Верховный король Ирландии
Ирландские предводители Бриан, Тадг и Аэд заключили союз. В 1258 году они встретились на руинах замка Беллек (ирл. — Belleek) в Эрне (ирл. — Erne). Здесь состоялось провозглашение Бриана Уа Нейлла верховным королём Ирландии, он признал Брейфне владением короля Коннахта Аэда. Но этот союз был непродолжительным — Тадг умер в следующем году, а Бриан Уа Нейлл потерял ценного союзника.

### Битва при Друим Дерг
В 1260 году Бриан и Аэд собрали армию и напали на англичан и норманнов близ города Даунпатрик. Англичане и норманны ожидали это и заранее собрали армию. Армия англичан состояла преимущественно из подвластных им ирландцев (жителей Лейнстера, Мунстера, а также Коннахта и Миде). Ирландский армия Бриана и Аэда была разбита, Бриан и Аэд погибли во время битвы вместе с другими предводителями восстания. Голову Бриана англичане отправили в Лондон королю Генриху III.

### Потомство
Его сын Домналл (Дональд) мак Брайн О’Нейл, король Тирона (1283—1286, 1290—1291, 1295—1325), передал свои права на королевский престол Ирландии графу Каррика Эдуарду Брюсу.